# Усть-Куют
Усть-Куют — село в Солтонском районе Алтайского края. Входит в состав Карабинского сельсовета.

## История
Основано в 1909 г. В 1928 году посёлок Усть-Куют состоял из 26 хозяйств, основное население — русские. В административном отношении входил в состав Васильевского сельсовета Новиковского района Бийского округа Сибирского края.

## Население
| 1926 | 1997 | 1998 | 1999 | 2000 | 2001 |
| ---- | ---- | ---- | ---- | ---- | ---- |
| 126  | ↘125 | ↘124 | ↘112 | ↘99  | ↗107 |
| 2002 | 2003 | 2004 | 2005 | 2006 | 2007 |
| ↘95  | ↗98  | ↗99  | ↘84  | →84  | ↘79  |
| 2008 | 2009 | 2010 | 2011 |      |      |
| ↘72  | ↘60  | ↗67  | ↘65  |      |      |

Национальный состав
Согласно результатам переписи 2002 года, в национальной структуре населения русские составляли 98 %.